# Palmon frater
Palmon frater är en stekelart som först beskrevs av Girault 1915.  Palmon frater ingår i släktet Palmon och familjen gallglanssteklar. Inga underarter finns listade i Catalogue of Life.